# Bad Laasphe
Bad Laasphe település Németországban, azon belül Észak-Rajna-Vesztfália tartományban. Lakosainak száma 13 504 fő (2023. december 31.). Bad Laasphe Netphen községgel határos.

## Népesség
A település népességének változása:
| Lakosok száma | 14 923 | 13 841 | 13 639 | 13 565 | 13 337 | 13 467 | 13 504 |
|               | 1975   | 2014   | 2017   | 2019   | 2021   | 2022   | 2023   |